# Labirinto (Miró)
Labirinto é o conjunto de esculturas e cerâmicas criadas pelo artista catalão Joan Miró para Marguerite Aimé Maeght, entre 1961 e 1981. Hoje em dia ele está localizado na Fundação Maeght em Saint Paul de Vence, na França. 250 obras, principalmente pinturas e esculturas, dispersas em um jardim com terraços com vista para o mar, ilustram a história da relação entre a família Maeght e Joan Miró. O labirinto é um passeio através da mente e da imaginação do artista.